# H2O: Stačí přidat vodu
H₂O: Stačí přidat vodu (v anglickém originále H₂O: Just Add Water) je australský televizní seriál pro děti a mladistvé natočen v lokacích mořského světa Sea World v Queenslandu a v okolí města Gold Coast. Děj seriálu pojednává o třech dívkách, které řeší každodenní problémy mladistvého života, zároveň jsou však mořské panny.
První řada seriálu měla premiéru v červenci 2006 na australském televizním kanálu Network Ten (později na australském kanálu Disney Channel). Druhá řada byla vysílána o rok později a třetí v roce 2009. Seriál je nebo byl vysílán již na 100 televizních stanicích po celém světě. V ČR byl vysílán stanicemi Jetix, Disney Channel a ČT :D
Úvodní píseň seriálu „No Ordinary Girl“ nazpívala v první sérii Ellie Henderson, ve druhé sérii Kate Alexa a ve třetí Indiana Evans.
V červnu 2011 byl oznámena produkce spin-off seriálu pod názvem Mako Mermaids, který je volným pokračováním H₂O: Stačí přidat vodu. Natáčení bylo zahájeno v roce 2012. První řada měla premiéru v červenci 2013, druhá řada v únoru 2015 a třetí v květnu 2016.
V roce 2014 byla oznámena produkce animovaného seriálu H₂O – Mermaid Adventures, který vznikl na motivy H₂O: Stačí přidat vodu.

## Děj
Tři dospívající dívky, Rikki Chadwick (Cariba Heine), Emma Gilbert (Claire Holt) a Cleo Sertori (Phoebe Tonkin), ztroskotají za úplňku na tajuplném ostrově Mako, kde vstoupí do měsíčního jezírka a stanou se z nich mořské panny s kouzelnými schopnostmi. Rikki umí vodu zahřívat, Emma ji může zmrazit a Cleo dokáže s vodou manipulovat. Ve druhé sérii se k základním schopnostem ovlivňování vody přidají další, mnohem silnější – Rikki začne ovládat oheň a blesky, Emma dokáže tvořit sníh a Cleo získá schopnost manipulace s větrem. Dívkám pomáhá Lewis McCartney (Angus McLaren), začínající vědec, věrný kamarád a později i přítel Cleo. Ten ze začátku jako jediný zná jejich skutečnou identitu a snaží se jejich tajemství dopodrobna prozkoumat. Ve 3. sérii nahradí Emmu nová mořská panna Bella Hartley (Indiana Evans) se schopností proměnit vodu v látku podobnou želé.
Jejich osudy jim komplikují nejen vodní živly, jejich tajemství mořských panen, ale i obyčejní lidé. V první sérii to byl Zane Bennet (Burgess Abernethy), jeho otec a především mořská bioložka, doktorka Linda Denmanová (Lara Cox), která odhalila tajemství mořských panen, ve druhé sérii žárlivá Lewisova přítelkyně Charlotte Watsford (Brittany Byrnes), která se později stala nebezpečnou mořskou pannou se všemi schopnostmi, které byly spravedlivě rozděleny mezi hlavní trojici a ve třetí sérii sestra potápěče a přítele Belly Willa (Luke Mitchell) – Sophie Benjamin (Taryn Marler). V poslední třetí sérii si zároveň mořské panny projdou nejtěžší zkouškou. Zjistí, že byly předurčeny k tomu, aby pomocí svých sil zastavily kometu, která míří přímo na planetu Zemi.

## Postavy
- Cariba Heine jako Rikki Chadwick, drzá a rebelská dívka, která bydlí v kempu se svým tátou. Dokáže zahřívat a vypařit vodu, později také vytvářet blesky a oheň. Její schopnost je nejnebezpečnější ze všech. Po skončení seriálu se postava Rikki ještě vrátí ve 3. řadě seriálu Mako Mermaids.
- Claire Holt jako Emma Gilbert, která dokáže proměnit vodu v led a později i vytvářet sníh. Je sebejistá a zodpovědná, i když někdy až přehnaně. Žije s rodiči a mladším bratrem. Seriál opustila, protože herečka Claire Holt přijala nabídku na natáčení filmu Prokletí domu slunečnic 2. Její odchod je v seriálu vysvětlen tak, že odjela s rodiči cestovat po světě.
- Phoebe Tonkin jako Cleo Sertori, která dokáže s vodou manipulovat a tvarovat ji. Později získá moc ovládat vítr. Je velmi chytrá, především v oblasti přírodních věd. Zpočátku je trochu plachá a nemotorná, ale později je sebevědomější a osobitější. Je nadšenou chovatelkou mořských ryb. Bydlí s rodiči a mladší sestrou Kim, která jí ničí život.
- Angus McLaren jako Lewis McCartney, Cleiin kamarád z dětství. Zná jejich tajemství a snaží se dívkám pomáhat. Je velmi inteligentní a považuje se za vědce. Ve 2.sérii ho svede nebezpečná Charlotte a využije jej k tomu, aby se z ní stala mořská panna. V polovině 3. série odjede Lewis studovat do USA. V posledním díle 3. série se ovšem vrací a zůstává s Cleo.
- Indiana Evans jako Isabella „Bella“ Hartley, nová dívka ve třetí sérii, též mořská panna již od jejích 9 let, kdy žila v Irsku a proměnila se v tamějším měsíčním jezírku. Má schopnost proměňovat vodu v želé a pevnou hmotu. V seriálu nahradila Emmu. Rikky a Cleo ji rády přijali mezi sebe. Bella se zamiluje do Willa, se kterým později začne chodit. Je to skvělá zpěvačka a vystupuje v baru U Rikky.
- Luke Mitchell jako Will Benjamin, výborný potápěč. V průběhu 3. série zjistil vše o mořských pannách. Hodně jim pomáhá a radí. Je zamilovaný do Belly, se kterou později začne chodit.
- Burgess Abernethy jako Zane Bennett, přítel Rikki. Jejich vztah se rozpadne ve 3. sérii. Zpočátku dělal dívkám samé problémy. Poté se dozví, že jsou mořské panny a snaží se jim pomáhat, ovšem nesnese se s Willem, který Rikki zachránil život. Na konci seriálu se nedozvíme, jak jeho vztah s Rikky dopadne.
- Craig Horner jako Ash Dove, přítel Emmy v 2. sérii. V posledním dílu 2. série se Emma rozhodne mu říct svoje tajemství. Ve 3.série se už stejně jako jeho přítelkyně neobjeví.
- Brittany Byrnes jako Charlotte Watsford, hlavní záporná postava druhé série. Chodila s Lewisem, díky němuž se poté dostane k moci a stane se z ní mořská panna, protože její babička jí byla též. Má všechny tři moci mořských pannen. Emma, Rikky a Cleo ji ale porazí a schopnosti jí odeberou navždy.
- Taryn Marler jako Sophie, Willova podlá sestra, jedna z hlavních záporných postav 3. série. Stala se managerem "Rikki" baru. Nemá ráda dívky a především Bellu, přítelkyni jejího bratra. Snažila se svést Zanea. Spolu s Ryanem chtěla získat vzácné krystaly ostrova Mako a napomohla ke zničení měsíčního jezírka.
- Jamie Timony jako Nate. Je hodně vlezlý a úchylný. Zamiluje se do Belly, která před ním utíká a snaží se mu vyhýbat. Hraje s ní v kapele v baru. Je to Zaneův kamarád.
- Cleo Massey jako Kim Sertori, Cleina sestra, je často nepříjemná a konfliktní. Ve 3.sérii odmítá přijmout Sam, novou přítelkyni jejího otce, ale nakonec se s ní vyrovná.
- Alan David Lee jako Don Sertori, táta Cleo a Kim. Nezná tajemství své dcery a nikdy se ho nedozví. Ve třetí sérii se seznámí se Sam Roberts a zamilují se do sebe. Později se dokonce zasnoubí a vezmou se na ostrově Mako.
- Penni Gray jako Samantha Roberts. Sam je postava, která se zamiluje do Dona. Potkají se na schůzce kvůli národnímu parku. Ve 13. díle 3.série se vezmou. Sam pracuje s Ryanem, který zkoumá ostrov Mako, čímž se dostává k tajemství.
- Andrew Lees jako Ryan. Postava, která zkoumá ostrov Mako a málem objeví tajemství mořských pannen. Spojí se Sophie, aby našli na ostrově Mako vzácné a drahé krystaly, které nosí Rikky, Cleo a Bella jako přívěsky. Napáchají tam ovšem škodu a zničí měsíční jezírko. Sophie se nakonec rozhodne všeho nechat, protože ji Will přemluví.

## Vysílání
| Řada | Díly | Premiéra v Austrálii (3. řada ve VB) | Premiéra v Austrálii (3. řada ve VB) | Premiéra v ČR (ČT :D) | Premiéra v ČR (ČT :D) |
| Řada | Díly | První díl                            | Poslední díl                         | První díl             | Poslední díl          |
| ---- | ---- | ------------------------------------ | ------------------------------------ | --------------------- | --------------------- |
| 1    | 26   | 7. července 2006                     | 29. prosince 2006                    | 7. září 2013          | 1. prosince 2013      |
| 2    | 26   | 28. září 2007                        | 21. března 2008                      | 7. prosince 2013      | 9. března 2014        |
| 3    | 26   | 26. října 2009                       | 16. dubna 2010                       | 27. dubna 2016        | 9. června 2016        |

## Ocenění a nominace

### Ocenění
- 2008 Nickelodeon (Austrálie): Nickelodeon Australian Kids' Choice Awards za „Nejlepší televizní dramatatický pořad“
- 2009 Logie Award za „Nejvýjimečnější dětský pořad“

### Nominace
- 2007 Logie Award na „Nejvýjimečnější dětský pořad“
- 2007 Nickelodeon (Velká Británie): Kids' Choice Award na „Nejlepší televizní pořad“
- 2008 Logie Award na „Nejvýjimečnější dětský pořad“
- 2009 Nickelodeon (Austrálie): Nickelodeon Australian Kids' Choice Awards za „Nejoblíbenější dramatatický pořad“